# Anastazja Bobkowa
Anastazja Bobkowa (ur. 16 grudnia 1890 w Kuziajewie w ujeździe wołokołamskim guberni moskiewskiej, zm. 5 kwietnia 1938 na poligonie NKWD w Butowie) – rosyjska posłusznica, ofiara wielkiego terroru, święta nowomęczennica.

## Życiorys
Była z pochodzenia chłopką. Po śmierci rodziców, w wieku trzydziestu lat, wstąpiła do monasteru Trójcy Świętej i św. Aleksandra Newskiego w Akatowie. Przebywała tam do zamknięcia wspólnoty. Nie została postrzyżona na mniszkę.
W 1927 zamieszkała w Zaninie w rejonie wołokołamskim. Przysługiwała podczas Świętych Liturgii w cerkwi w Szestakowie. Trzy lata później świątynia ta została zamknięta, zaś Anastazję Bobkową razem z czwórką innych parafian została aresztowana za sprzeciwianie się tej decyzji. Została skazana na trzy miesiące łagru. Po odbyciu kary wróciła do Zanina.
W marcu 1938 została aresztowana i osadzona w więzieniu w Wołokołamsku. Swoimi zeznaniami obciążyła ją przewodnicząca rady wiejskiej w Pokrowsku Szustowa oraz sekretarz rady wiejskiej w Szestakowie, którzy zarzucili jej prowadzenie agitacji antyradzieckiej i kontrrewolucyjnej oraz utrzymywanie kontaktów z mniszkami, razem z którymi miała prowadzić działalność antypaństwową. Podczas trzydniowego przesłuchania przyznała się, iż krytykowała stanowisko władz radzieckich wobec Cerkwi i twierdziła, że władza radziecka nie jest potrzebna, gdyż nad ludźmi jest władza boska. Skazana 9 marca 1938 na karę śmierci, została rozstrzelana 5 kwietnia tego samego roku na poligonie strzeleckim NKWD w Butowie.
Należy do Soboru Świętych Nowomęczenników i Wyznawców Rosyjskich. Jej wspomnienie liturgiczne wypada w rocznicę śmierci.